# 德普霍夫
德普霍夫（德語：Dörphof）是德国石勒苏益格－荷尔斯泰因州的一个市镇。总面积15.02平方公里，总人口720人，其中男性357人，女性363人（2011年12月31日），人口密度48人/平方公里。